# Driveways
Driveways é um filme de drama estadunidense de 2019 dirigido por Andrew Ahn e estrelado por Hong Chau, Lucas Jaye e Brian Dennehy, com roteiro original dos dramaturgos Hannah Bos e Paul Thureen. 
O filme teve sua estreia mundial no Festival de Cinema de Berlim em 10 de fevereiro, e sua estreia americana no Tribeca Film Festival em 30 de abril. A FilmRise lançou-o via vídeo sob demanda nos Estados Unidos em 7 de maio de 2020, no lugar de um lançamento nos cinemas devido à pandemia de COVID-19.
Recebeu críticas positivas com elogios principalmente ao desempenho de Brian Dennehy que morreu um mês antes do lançamento. A Maven Pictures apoiou a produção e as filmagens ocorreram no verão de 2018 na região do Vale do Hudson, em Nova York, principalmente nos arredores de Poughkeepsie.

## Elenco
- Hong Chau como Kathy
- Lucas Jaye como Cody
- Brian Dennehy como Del
- Christine Ebersole como Linda
- Jerry Adler como Rodger
- Stan Carp como Lester
- Bill Buell como Tom
- Robyn Payne como Charlene
- Samantha Jones como Lisa
- Sophia DeStefano como Anna
- Jeter Rivera como Miguel
- Jack Caleb como Brandon
- James DiGiacomo como  Reese
- Joe Felece como Bingo Caller
- Jennifer Delora como Cheryl
- Laurent Rejto como Cashier

## Recepção
No Rotten Tomatoes, o filme tem 100% de aprovação com base em 69 resenhas, com uma classificação de 7,9/ 10. O consenso crítico do site diz: "Sutil, mas poderoso, Driveways é um estudo de personagem ancorado na decência fundamental - e uma despedida comovente para Brian Dennehy". No Metacritic, o filme tem uma pontuação média ponderada de 83 em 100, com base em 19 críticas, indicando "aclamação universal".